# تانیچائو
تانیچائو (انگلیسی: Tanychau) یک شهرک در شهرستان اوچالینسکی استان باشقیرستان کشور روسیه است.